# アカデミー・オブ・カントリーミュージック
アカデミー・オブ・カントリーミュージック（Academy of Country Music）は、カリフォルニア州ロサンゼルスに本部を構えるアメリカ合衆国のカントリー・ミュージック組織である。1964年設立。2009年で45周年を迎えた。東地区を本部を構えるカントリーミュージック協会とともにカントリー・ミュージックの普及に役立てている。クリス・クリステンセンと妻ミッキーにエディ・ミラーとトミー・ウィギンスが加わる形で創立。

## 歴史
1958年にテネシー州ナッシュビルに設立されたカントリーミュージック協会(CMA)に対し、アカデミーは西部でのカントリー・ミュージックの普及を促進する。1970年代初頭、アカデミー・オブ・カントリー・アンド・ウェスタン・ミュージックと名前を変えたが、音楽学校と間違われないように最終的にアカデミー・オブ・カントリー・ミュージック(ACM)となった。初期の頃は西部で活動するカントリー・アーティストが主なメンバーだった。初期の頃の授賞式ではバック&ボニー・オウエンズやマール・ハガードなどベイカーズフィールドのアーティストが受賞していることからもわかる。
1966年、第1回授賞式が行なわれ、バック・オウエンズが男性ボーカリスト賞、ボニー・オウエンズが女性ボーカリスト賞を受賞した。ハガードは最優秀新人男性ボーカリスト賞、ケイ・アダムスは最優秀新人女性ボーカリスト賞、バック・オウエンズのバンド、ザ・バッカルーズは最優秀バンド賞を受賞した。

## ACM賞
ACM賞（Academy of Country Music Awards）は1965年に第1回授賞式が行われて以来、毎年通常4月か5月に開催されるカントリー音楽の賞であり、前年の実績により選考される。現在はPrime Videoで生放送されている。授賞式はラスベガスのアレジアント・スタジアムで開催される。例外として2015年の第50回授賞式はアーリントンのAT&Tスタジアムで開催された。CMA賞と並ぶカントリー音楽界最大の賞である。最も栄誉ある賞はアーティスト・オブ・ザ・デケイドとエンターテイナー・オブ・ザ・イヤーである。その他の賞は男性および女性ボーカリスト賞、アルバム賞、ビデオ賞、楽曲賞、演奏者賞である。
また、エンターテイナー・オブ・ザ・イヤーはACM会員だけなく、一般でもインターネットでの投票が可能である（期間限定)。